# 스즈키 준 (1993년)
스즈키 준(일본어: 鈴木 潤, 1993년 7월 30일~)은 일본의 은퇴한 축구 선수로 포지션은 수비수다.

## 구단 경력
그는 2015년부터 2017년까지 J리그의 FC 기후에서 활동하였다.